# Ludwik Bronisz-Pikało
Ludwik Bronisz-Pikało (ur. 9 lutego 1926 w Lublinie, zm. 18 lipca 2011 w Lublinie) – polski prozaik, autor utworów dla młodzieży, działacz ZHP.
Ukończył studia na Wydziale Prawa i Nauk Społecznych KUL. W 1944 był żołnierzem Armii Krajowej. W latach 1944–1945 służył w Ludowym Wojsku Polskim. W latach 1957–1981 był pracownikiem kolejnictwa.

## Twórczość
- Pierwsza skrzydlata
- Murzyn
- Światło w mroku
- Sny puszyste, migdałowe
- Strzały w drodze
- Legenda o nieuchwytnym
- "O17" nadaje
- Ja Kolaborant